# ميثاق فيبوس
ميثاق فيبوس هو ميثاق إحتكاري للتحكم في تصنيع وبيع المصابيح المتوهجة. نتج عن هذا الميثاق الاستحواذ على مناطق السوق وتحديد العمر الإنتاجي لهذه المصابيح.  أسست شركات مقرها أوروبا وأمريكا الميثاق في 15 يناير 1925 في جنيف.  الميثاق كان غرضة إستمرار الممارسات الإحتكارية لمدة ثلاثين عامًا (1925 إلى 1955). توقف الميثاق عن العمل في عام 1939 بسبب اندلاع الحرب العالمية الثانية. الميثاق كان يضم شركات أوزرام و جنرال إلكتريك والصناعات الكهربائية المرتبطة وفيليبس  بين آخرين.

## الغرض
قسم ميثاق فيبوس أسواق المصابيح العالمية إلى ثلاث فئات:
- أرض الوطن، الوطن الأم للمصنعين الفرديين[بحاجة لمصدر]
- أقاليم ما وراء البحار البريطانية، تحت سيطرة شركة أوزرام و جنرال إلكتريك والصناعات الكهربائية المرتبطة وفيليبس [بحاجة لمصدر]
- أرض مشتركة، بقية العالم[بحاجة لمصدر]